# Saint-Germain (Vienne)
 Saint-Germain  es una población y comuna francesa, situada en la región de Poitou-Charentes, departamento de Vienne, en el distrito de Montmorillon y cantón de Saint-Savin (Vienne).

## Demografía
| 826 | 839 | 948 | 1034 | 1037 | 1026 |
| Para los censos de 1962 a 1999 la población legal corresponde a la población sin duplicidades (Fuente: INSEE [Consultar]) |     |     |      |      |      |